# Ari-Nagy Barbara
Ari-Nagy Barbara (Nagyvárad, 1973. december 15. –) magyar dramaturg, művészettörténész.

## Életpályája
1999-ben végzett az ELTE Bölcsészettudományi Karán, művészettörténész szakon. Mellette ugyan csak 1999-ben végzett a Marosvásárhelyi Színművészeti Egyetem Szentgyörgyi István Tagozat színháztudomány szakán. 1999-2000 között a Marosvásárhelyi Nemzeti Színház dramaturgja, mellette a Marosvásárhelyi Színművészeti Egyetem óraadó tanára. 2000-2003 között a Zsöllye színházi folyóirat szerkesztője volt. 2001-től a Színház- és Filmművészeti Egyetem doktori iskolájának hallgatója volt.
2001-2004 között a Krétakör Színház tagja volt. 2004-2012 között szabadfoglalkozású. 2012-2014 között a Miskolci Nemzeti Színház, majd 2014-től az Örkény Színház tagja.
Férje, Béres Attila rendező.

## Fontosabb színházi munkái
A Színházi adattár száztizenhat bemutatóját rögzítette.
- Ödön von Horváth: Hit, szeretet, remény (dramaturg) – 2016/2017
- Thomas Mann: József és testvérei (dramaturg) – 2016/2017
- Eörsi István: Emlékezés a régi szép időkre (dramaturg) – 2016/2017
- Anton Pavlovics Csehov: Három nővér (dramaturg) – 2016/2017
- Arthur Miller: Az ügynök halála (dramaturg) – 2015/2016
- Mikó Csaba: Apátlanok (dramaturg) – 2015/2016
- Akira Kurosawa – Mikó Csaba – Gáspár Ildikó: Mese az igazságtételről avagy A hét szamuráj (dramaturg) – 2015/2016
- Bagossy László – Epres Attila: Diggerdrájver (dramaturg) – 2014/2015
- Arthur Schnitzler: A Bernhardi-ügy (dramaturg) – 2014/2015
- Molière: Tartuffe (dramaturg) – 2014/2015
- Alfred Jarry: Übü király (dramaturg, dramaturg) – 2014/2015
- Örkény István: Tóték (dramaturg) – 2014/2015
- Friedrich Schiller: Stuart Mária (dramaturg) – 2013/2014
- William Shakespeare: Vízkereszt vagy amit akartok (dramaturg) – 2016/2017
- Peter Shaffer: Amadeus (dramaturg) – 2016/2017
- Madách Imre: Az ember tragédiája (dramaturg) – 2016/2017
- Ábrahám Pál – Földes Imre – Harmath Imre: Viktória (dramaturg) – 2016/2017
- Jacobi Viktor: Sybill (átdolgozó) – 2015/2016
- Robert Thomas: Nyolc nő (dramaturg) – 2015/2016
- Woody Allen: Játszd újra, Sam! (dramaturg) – 2015/2016
- Sheldon Harnick – Jerry Bock – Joseph Stein: Hegedűs a háztetőn (szinpadra alkalmazta) – 2014/2015
- Neil Simon – Cy Coleman – Dorothy Fields: Sweet Charity (dramaturg) – 2014/2015
- Móricz Zsigmond: Erdély – Tündérkert (szövegkönyv) – 2014/2015
- Székely Csaba: Vitéz Mihály (dramaturg) – 2014/2015
- Eugene O'Neill: Hosszú út az éjszakába (dramaturg) – 2014/2015
- László Miklós: Illatszertár (dramaturg) – 2014/2015
- Samuel Beckett: Godot-ra várva (dramaturg) – 2014/2015
- Heinrich von Kleist: Az eltört korsó (dramaturg) – 2014/2015
- Wolfgang Amadeus Mozart – Lorenzo da Ponte – Pierre Augustin Caron de Beaumarchais: Operácska – Figaro házassága (dramaturg) – 2014/2015
- Molnár Ferenc: Liliom (dramaturg) – 2013/2014
- Michael Frayn: Veszett fejsze (dramaturg) – 2013/2014
- Henrik Ibsen: Rosmersholm (dramaturg) – 2013/2014
- László Miklós: Illatszertár (dramaturg) – 2013/2014
- Georg Büchner: Woyzeck (dramaturg) – 2013/2014
- Georges Feydeau: Kézről kézre (dramaturg) – 2013/2014
- Frederick Loewe – Alan Jay Lenrner: My fair lady (dramaturg) – 2013/2014
- Luigi Pirandello: Az ember, az állat és az erény (dramaturg) – 2013/2014
- Réczei Tamás – Déry Tibor: Szerelem (konzultáns) – 2013/2014
- Eugčne Ionesco: A kopasz énekesnő (dramaturg) – 2012/2013
- Woody Allen: Játszd újra, Sam! (dramaturg) – 2012/2013
- Örkény István: Tóték (dramaturg) – 2012/2013
- Ábrahám Pál – Földes Imre – Harmath Imre: Viktória (dramaturg) – 2012/2013
- Tennessee Williams: A vágy villamosa (dramaturg) – 2012/2013
- Marius von Mayenburg: A hideg gyermek (dramaturg) – 2012/2013
- Bob Fosse – Fred Ebb – John Harold Kander: Chicago (dramaturg) – 2012/2013
- Móricz Zsigmond: Úri muri (dramaturg, szövegkönyv) – 2012/2013
- Urs Widmer: Top Dogs (dramaturg) – 2011/2012
- Székely János: Caligula helytartója (dramaturg) – 2011/2012
- Richard Crane: Karamazov testvérek (dramaturg) – 2011/2012
- Carlo Goldoni: A hazug (dramaturg) – 2011/2012
- László Miklós: Illatszertár (dramaturg) – 2011/2012
- Bob Fosse – Fred Ebb – John Harold Kander: Chicago (dramaturg) – 2011/2012
- Alekszandr Szuhovo-Kobilin: Tarelkin halála (dramaturg) – 2011/2012
- Lehár Ferenc: Cigányszerelem (dramaturg) – 2011/2012
- Pierre Notte: Két néni, ha elindul (dramaturg) – 2011/2012
- Garaczi László: A tizedik gén (dramaturg) – 2011/2012
- Dés László – Nemes István – Böhm György – Horváth Péter – Korcsmáros György: Valahol Európában (dramaturg) – 2010/2011
- Dale Wasserman – Mitch Leigh – Joe Darion: La Mancha lovagja (dramaturg) – 2010/2011
- Fred Ebb – Joe Masteroff – John Harold Kander: Kabaré (dramaturg) – 2010/2011
- Bernard Shaw: Pygmalion (dramaturg) – 2010/2011
- Szakonyi Károly: Adáshiba (dramaturg) – 2010/2011
- Vajda Katalin: Anconai szerelmesek (dramaturg) – 2010/2011
- Bíró Kriszta: nőNyugat (dramaturg) – 2010/2011
- Kurt Weill – Bertolt Brecht: Koldusopera (dramaturg) – 2010/2011
- G. Dénes György – Bacsó Péter – Fényes Szabolcs: Szerdán tavasz lesz (átdolgozó) – 2010/2011
- Mikszáth Kálmán: A Noszty fiú esete Tóth Marival (dramaturg) – 2010/2011
- Miklós Tibor – Jávori Ferenc Fegya – Joshua Sobol: Gettó (dramaturg) – 2010/2011
- Arthur Miller: Pillantás a hídról (dramaturg) – 2009/2010
- E.T. (dramaturg, dramaturg, színpadi változat, színpadi változat) – 2009/2010
- Michael Kunze – Lévay Sylvester: Rebecca – A Manderley-ház asszonya (dramaturg) – 2009/2010
- Lehár Ferenc: Cigányszerelem (dramaturg) – 2008/2009
- Forgách András: Holdvilág és utasa (dramaturg) – 2008/2009
- Parti Nagy Lajos: Ibusár (dramaturg) – 2008/2009
- Bérháztörténetek (dramaturg) – 2008/2009
- Füst Milán: A lázadó (dramaturg) – 2007/2008
- Lehár Ferenc: A víg özvegy (mai színpadra alkalmazta) – 2007/2008
- Réthly Attila: Szabadaz Á (dramaturg) – 2007/2008
- I. L. Caragiale: Karnebál (dramaturg) – 2007/2008
- Dés László – Koltai Róbert – Nógrádi Gábor: Sose halunk meg (dramaturg) – 2006/2007
- I. L. Caragiale: Karnebál (dramaturg) – 2006/2007
- Dés László – Koltai Róbert – Nógrádi Gábor: Sose halunk meg (dramaturg) – 2006/2007
- Edward Albee: Nem félünk a farkastól (dramaturg) – 2005/2006
- Marin Držic: Dundo Maroje (dramaturg) – 2005/2006
- Buddha szomorú (dramaturg) – 2005/2006
- Martos Ferenc – Huszka Jenő: Lili bárónő (dramaturg) – 2004/2005
- Békés Pál – Melis László: Dezsavü (dramaturg) – 2004/2005
- Szép Ernő: Patika (dramaturg) – 2004/2005
- Szophoklész: Oidipusz király (dramaturg) – 2004/2005
- Dušan Kovačević: A maratoni futók díszkört futnak (dramaturg) – 2004/2005
- FEKETEország (dramaturg) – 2004/2005
- Molière: Mizantróp (dramaturg) – 2003/2004
- Szomory Dezső: Györgyike, drága gyermek (dramaturg) – 2003/2004
- Dés László – Nemes István – Böhm György – Horváth Péter – Korcsmáros György: Valahol Európában (konzultáns) – 2002/2003